# Мустин (Мекленбург)
Мустин (њем. Mustin) општина је у њемачкој савезној држави Мекленбург-Западна Померанија. Једно је од 76 општинских средишта округа Пархим. Према процјени из 2010. у општини је живјело 465 становника. Посједује регионалну шифру (AGS) 13060054.

## Географски и демографски подаци
Мустин се налази у савезној држави Мекленбург-Западна Померанија у округу Пархим. Општина се налази на надморској висини од 45 метара. Површина општине износи 26,1 km². У самом мјесту је, према процјени из 2010. године, живјело 465 становника. Просјечна густина становништва износи 18 становника/km².